# An jedem Finger zehn
An jedem Finger zehn (mit Untertitel Die neue Schlagerparade) ist eine deutsche Musikkomödie mit mehreren Revuefilm-Elementen von Erik Ode aus dem Jahr 1954.

## Handlung
Fips Kluger, Franz Hempel und Trompeter Macky werden von der Polizei aufgegriffen, weil sie als Bande seit einiger Zeit scheinbar grundlos große blonde Herren in ihr Auto zerren und später wieder freilassen. Die Angst ging bereits in der Stadt um, doch erzählt Fips, was der eigentliche Grund für ihr Handeln war:
Fips ist der Manager eines Orchesters um den Komponisten Bert Martin. Die Gruppe hat gerade ein Engagement im Club Lido, als Fips Bert und den anderen eine Neuentdeckung vorstellt: Die junge Tänzerin Margit Rameau soll schon weltweite Erfolge gehabt haben, sagt zumindest ihre Managerin Lony Lehmann. Da Margit trotz ihrer Unbekanntheit die Musiker von ihrem Können überzeugen kann, wird sie als Tänzerin engagiert. Margit würde sich gerne normal verhalten, wird jedoch von Lony als divenhafter, unnahbarer Star verkauft. So darf Margit Bert auch nicht zeigen, wie gern sie ihn hat, muss seine schüchternen Flirts zurückweisen und seine Geschenke schroff ablehnen. Männer müssen schlecht behandelt werden, ist Lonys Devise, wurde sie doch einst selbst von einem Mann sitzengelassen und musste ihr Theater am Rumpelplatz daraufhin schließen.
Nicht nur Bert ist in Margit verliebt, sondern auch Franz Hempel. Als Franz Margit einen Heiratsantrag machen lässt, hat Lony genug. Auf ihre Anweisung hin gibt Margit nun vor, einen unerreichbaren Geliebten zu haben. Sie meint, dass es ein Mann aus dem Nachbarhaus ist, der ein sehr markantes Tattoo hat; die Musiker sehen den Mann nur kurz. Sie nennt ihn Alexander und bezeichnet ihn als Mann im Mond. Vor allem Bert leidet unter Margits Schwärmereien, zumal sie nach einem gemeinsamen Kuss auf der Bühne auch nur „Alexander!“ ausruft. Um Margit zu einer Entscheidung zu bringen, fingen Fips, Franz und Macky nun jeden Mann ab, der in dem Nachbarhaus lebt und vage auf Margits Beschreibung passt. Die Gruppe muss für ihr Verhalten einige Tage ins Gefängnis. Der im Haus gesehene „Traummann“ Alexander wird wiederum gefunden und stellt sich Margit als Gregor Bruchsal vor. Sie gibt vor, ihn zu lieben, schickt ihn jedoch fort, als Bert nicht mehr da ist. Gregor taucht dennoch ständig in ihrer Nähe auf, was Bert an eine feste Beziehung beider glauben lässt. Auch beruflich läuft es schlecht: Weil seine Musikanten im Gefängnis sitzen, wird Berts Vertrag im Lido gekündigt.
Nach ihrer Freilassung beziehen die Orchestermitglieder Zimmer in der Pension von Herrn Kroll, der hier mit seiner kleinen Nichte Cornelia lebt. Die Gruppe hat keine Aufträge und so nimmt Bert schließlich Kleinstauftritte in Kleinstädten an. Bei einer derartigen Telegrammzusage trifft er im Amt auf Margit, die gerade Vorbereitungen für eine Schweiz-Tournee trifft. Obwohl Bert vorgibt, gut im Geschäft zu sein, erkennt sie seine Notlage. Sie bringt Lony Lehmann dazu, ihnen über einen Mittelsmann anonym ihr stillgelegtes Theater am Rumpelplatz als Revuetheater zur Verfügung zu stellen. Zudem gibt sie bei Bert ein Ballet auf einen von ihm geschriebenen Titel in Auftrag.
Die Musiker beginnen erfreut, das Theater auf Vordermann zu bringen. Eine geplante Revue ersetzen sie durch eine neuartige Prominenten-Soirée, hat sich doch Josephine Baker für einen Tag in der Stadt angekündigt. Fips hofft zudem, Rudolf Schock für einen Auftritt gewinnen zu können, habe er ihn doch einst als Kellner in Wien bedient. Als Margit sich bei Bert die Noten für das Ballet abholt, will sie sich versöhnen, doch reagiert er wütend, als er den Margit heimlich gefolgten Gregor Bruchsal vor dem Theater warten sieht und Margit ihm andeutet, im Ballet die Geschichte vom Mann im Mond erzählen zu wollen. Beide trennen sich im Zorn. Da der Soirée-Abend wenig durchgeplant ist, kommt es während der Veranstaltung zu Chaos. Nach Josephine Baker füllt Cornelia mit einem Lied das Programm, obwohl sie eigentlich Süßigkeiten verkaufen sollte. Nach Rudolf Schock springt Orchesterdirektor Okay mit einem Lied ein, und der zufällig erscheinende Hans Albers führt spontan einen Sketch auf. Fips gelingt es schließlich, Margit zur Mitwirkung zu überreden, indem er ihr gesteht, wie schlecht die Show läuft. Ihr Auftritt wird ein großer Erfolg. Im Ballet stellt Margit dar, wie sie den Mann im Mond zwar sieht und sich mit ihm trifft, ihn jedoch ablehnt und vor ihm flieht, ihm jedoch trotz aller Anstrengung nicht entkommen kann. Bert erkennt, was sie ihm sagen will, und tritt selbst im Ballet auf. Sie fällt ihm um den Hals und beide versöhnen sich.

## Produktion
An jedem Finger zehn wurde in Berlin von der Melodie-Film produziert und in den dortigen CCC-Ateliers gedreht. Georg M. Reuther übernahm die Filmproduktionsleitung. Die Kostüme schuf Trude Ulrich, die Filmbauten stammen von Hanns H. Kuhnert und Theo Zwierski. Produzent Aldo von Pinelli brachte sich in den Film auch als Autor von Schlagertexten ein. Der Film erlebte am 28. Oktober 1954 in den Weltspielen in Hannover seine Premiere. Am 22. Juni 1969 wurde der Film erstmals im ZDF im deutschen Fernsehen gezeigt.
Im Film sind zahlreiche Stars in Cameo-Auftritten zu sehen. Hans Albers und Ruth Stephan sind mit einem Sketch zu sehen. Die mit Das doppelte Lottchen bekannt gewordenen Zwillinge Isa Günther und Jutta Günther sitzen im Publikum der Prominenten-Soirée. Einer der Orchesterleiter des Films ist Woody Herman, der dabei Berts Engagement im Lido übernimmt. Es tanzt unter anderem Claus Cristofolini; die großen Tanzszenen wurden von Ernst Matray choreografiert.
Im Film, der in der Presse als Neue Schlagerparade angekündigt wurde, sind folgende Lieder zu hören:
- Josephine Baker: C’est ça le vrai bonheur
- Mona Baptiste: Wo ist der Eine?
- Rudolf Schock: Ich liebe euch, ihr zauberhaften Frau’n
- Loni Heuser: Du mußt die Männer schlecht behandeln
- Kenneth Spencer: Das alte Lied von Alabama
- Cornelia Froboess: Ich mach’ mir solche Sorgen um die Großen!
- Gerhard Wendland: Wenn Augen sprechen könnten (nur Synchronisation, im Film durch Bert gesungen)
- Bibi Johns: An jedem Finger zehn

Zudem ist das Lied Musikverrückt zu hören.

## Kritik
„Die singende und tanzende Prominenz ist diesmal erträglich dosiert“, schrieb Der Spiegel anlässlich der Premiere des Films 1954, und nannte den Film eine „flüssig inszenierte Revue mit breit angelegten Massen-Tanzszenen […], dem üblichen Minimum an Handlung und einer betriebsamen Komikerin [i.e. Loni Heuser]“.
Für den film-dienst war An jedem Finger zehn eine „Revue- und Schlagerparade mit verschiedenen Gaststar-Auftritten, die sich langatmig an einer dürren Story und blechernen Witzen entlanghangelt.“ „Diverse Gastauftritte und Revuenummern bringen den Film auch nicht in Schwung“, befand auch Cinema.
Auch der Evangelische Film-Beobachter hält nicht viel von dem Streifen: „Ein mittelmäßiger Revuefilm mit einer ziemlich geistlosen Liebesgeschichte. Wer sich den Film nicht ansieht, hat nichts verloren.“
Erwin Kreker lobte Erik Ode als geschickten Regisseur, der „anscheinend Gags und Einfälle nur so aus dem Handgelenk“ schüttle und „seine vielen Stars mühelos zu einer publikumswirksamen, sehr gefälligen Schlager-, Tanz- und Starparade“ aneinanderreihe.